# Þjófafoss
Þjófafoss (o Thjofafoss) és una cascada que es troba a la part occidental dels camps de lava Merkurhraun, al sud d'Islàndia, al costat sud-oest del turó de Búrfell. Es pot accedir a un mirador de la cascada a través de la carretera de grava que s'allunya 4 al nord-est de la Ruta 26, o a través d'una carretera que surt de la Ruta 32 cap al sud, passades les estacions hidroelèctriques de Búrfellsstöð i Hjálparfoss.